# 爆笑女警
《爆笑女警》（英語：Angie Tribeca）是一部由好萊塢夫妻檔史提夫·加維與南西·威爾斯·加維開創的情境喜劇，於2016年1月17日在TBS晚間9點開始首播，並一次連播25小時。2017年7月27日，本劇獲TBS第4季續訂。
故事圍繞在洛杉磯警察局的精英RHCU（真實重案組）裡，擁有10年經歷的老鳥女警安琪·翠貝卡的爆笑辦案過程，由拉西達·瓊絲主演並身兼製作，埃拉·昂格萊德擔任節目統籌。
2019年5月9日，該劇在播出四季後取消。

## 集數
| 季數 | 集数 | 集数 | 首播日期       | 首播日期       |
| 季數 | 集数 | 集数 | 首映           | 季终           |
| ---- | ---- | ---- | -------------- | -------------- |
| 1    | 10   | 10   | 2016年1月17日  | 2016年1月18日  |
| 2    | 10   | 10   | 2016年6月6日   | 2016年8月8日   |
| 3    | 10   | 10   | 2017年4月10日  | 2017年6月12日  |
| 4    | 10   | 10   | 2018年12月29日 | 2018年12月30日 |

## 卡司
| 演員              | 角色            | 登場季數        | 登場季數        | 登場季數        | 登場季數        | 登場集數 |
| 演員              | 角色            | 1               | 2               | 3               | 4               | 登場集數 |
| ----------------- | --------------- | --------------- | --------------- | --------------- | --------------- | -------- |
| 拉西達·瓊絲       | 安琪·翠貝卡     | 主演            | 主演            | 主演            | 主演            | 30       |
| 海耶斯·麥克阿瑟   | 阿傑·蓋爾斯     | 主演            | 主演            | 主演            | 主演            | 30       |
| 吉爾·巴恩斯       | 切特·阿特金斯   | 主演            | 主演            | 主演            | 主演            | 30       |
| 迪昂·柯爾         | DJ·坦納         | 主演            | 主演            | 主演            | 主演            | 30       |
| 安德莉·佛穆蘭     | 莫妮卡·休爾斯   | 主演            | 主演            | 主演            | 主演            | 30       |
| 科蕾西·克萊門斯   | 瑪莉亞·查羅     | Does not appear | Does not appear | Does not appear | 主演            |          |
| 傑格              | 大衛·霍夫曼     | 常設            | 常設            | 常設            | Does not appear | 24       |
| 艾爾菲·摩里納     | 艾德爾懷斯      | 常設            | 常設            | 客串            | Does not appear | 14       |
| 迪隆·佩錦         |                 | 常設            | Does not appear | Does not appear | Does not appear | 9        |
| 安德烈亞斯·威根德 | 戴夫            | 常設            | Does not appear | Does not appear | Does not appear | 6        |
| 詹姆斯·法蘭科     | 艾迪·派柏       | 客串            | 常設            | Does not appear | Does not appear | 6        |
| 馬修·格雷夫       | 喬·派瑞         | 客串            | 常設            | 客串            | Does not appear | 7        |
| 海瑟·葛拉罕       | 黛安·杜蘭       | Does not appear | 常設            | 客串            | Does not appear | 4        |
| 瑪麗·瑪寇梅可     | 愛碧蓋兒·柳金   | Does not appear | 常設            | 客串            | Does not appear | 3        |
| 艾莉森·瑞奇       | 史莫            | Does not appear | 常設            | Does not appear | Does not appear | 3        |
| 克里斯·潘恩       | 湯瑪斯·霍恩拜恩 | Does not appear | Does not appear | 常設            | Does not appear | 3        |
| 羅伯·里戈爾       | 凱爾文·史尼格雷 | Does not appear | Does not appear | 常設            | Does not appear | 4        |
| 安妮·瑪莫羅       | 貝絲·威德納     | Does not appear | Does not appear | 常設            | Does not appear | 5        |
| 佩姬·利普頓       | 佩姬·翠貝卡     | 客串            | Does not appear | 客串            | Does not appear | 2        |
| 約翰·麥可·希金斯  | 澤爾斯博士      | 客串            | Does not appear | 客串            | Does not appear | 2        |
| 約翰·甘柏林       | 卡爾            | 客串            | Does not appear | 客串            | Does not appear | 2        |
| 米凱拉·沃特金斯   | 梅蘭妮·柏克     | Does not appear | 客串            | 客串            | Does not appear | 2        |

### 主要角色
- 拉西達·瓊絲 飾演 “安琪”拉·翠貝卡（Angela "Angie" Tribeca）

洛杉磯警局警探，有實力的女警，非常有藝術天分。擁有愛爾蘭與德國血統，為左撇子。曾於漁獵部專案組工作。因不小心引爆炸彈而昏迷了一年，並生下了阿傑的兒子小安琪。
- 海耶斯·麥克阿瑟（英语：Hayes MacArthur） 飾演 阿傑·蓋爾斯（Jay Geils）

洛杉磯警局警探，安琪的第237個搭檔，出身芝加哥，喜歡安琪。
- 吉爾·巴恩斯 飾演 普瑞提金·切特·阿特金斯（Pritikin Chet Atkins）

56歲，中尉，洛杉磯警局副隊長。有個雙胞胎弟弟。
- 迪昂·柯爾（英语：Deon Cole） 飾演 全名：丹尼爾·J·“DJ”·坦納（Daniel J. "DJ" Tanner）

洛杉磯警局警探，擁有心理學博士學位。
- 安德莉·佛穆蘭（Andrée Vermeulen）莫妮卡·休爾斯（Monica Scholls）

法醫，只要喝下死者血液便可知悉血型與血中成分，疑似一名吸血鬼。在安琪陷入昏迷時和阿傑交往，後得知小安琪的身世而與阿傑分手，但仍對阿傑有所依戀。
- 科蕾西·克萊門斯（英语：Kiersey Clemons） 飾演 瑪莉亞·查羅（Maria Charo）

技術人員，自當地大學招募的叛逆天才，擁有50種語言初階程度，是個科技人才，但電鬧卻是她的弱點。

### 常設角色
- 克里斯·潘恩 飾演 湯瑪斯·霍恩拜恩（Thomas Hornbein）

一名正在服刑的連環殺手博士，實際上是日托中心的克里斯·哈賓森（Chris Harbinson）。
- 詹姆斯·法蘭科 飾演 艾迪·派柏（Eddie Pepper）

本名：艾德華·派柏（Edward Piper），安琪的第一個搭檔，在與安琪訂婚後，在一場爆炸案中失蹤。實際上並未死亡，而是參與了全球動亂革命計畫。
- 海瑟·葛拉罕 飾演 黛安·杜蘭（Diane Duran）

FBI美女探員，實際上正與派柏參與全球動亂組織的革命計畫。
- 艾爾菲·摩里納 飾演 艾德爾懷斯（Edelweiss）

鑑定科學家，於第三季離開警隊成為外送員。
- 羅伯·里戈爾 飾演 凱爾文·史尼格雷（Calvin Sniglet）

化名札克里·方坦（Zachary Fontaine），為動物標本連環殺手。實際上是犯罪處警員塔德·班德（Todd Bender）。
- 米凱拉·沃特金斯（英语：Michaela Watkins） 飾演 梅蘭妮·柏克（Melanie Burke）

地方檢察官。
- 安妮·瑪莫羅（英语：Annie Mumolo） 飾演 貝絲·威德納（Beth Wiedner）

阿特金斯的約會對象，實際上是阿特金斯的姪女娜塔莎（Natasha）。
- 馬修·格雷夫 飾演 喬·派瑞（Joe Perry）

洛杉磯市長，已連任四任。
- 佩姬·利普頓 飾演 佩姬·翠貝卡（Peggy Tribeca）

安琪的母親。
- 瑪麗·瑪寇梅可（英语：Mary McCormack） 飾演 愛碧蓋兒·柳金（Abigail Liukin）

內務部探員。
- 傑格 飾演 大衛·霍夫曼（David Hoffman）

德國牧羊犬，坦納的搭檔，為一名狗警探。
- 艾莉森·瑞奇（Alison Rich） 飾演 史莫（Small）

洛杉磯警局警探，個子十分嬌小。
- 迪隆·佩錦（Dillon Paigen）

總是在嘔吐的警察。
- 安德烈亞斯·威根德（Andreas Wigand） 飾演 戴夫（Dave）

總是在尖叫的警察。

## 製作

### 開發

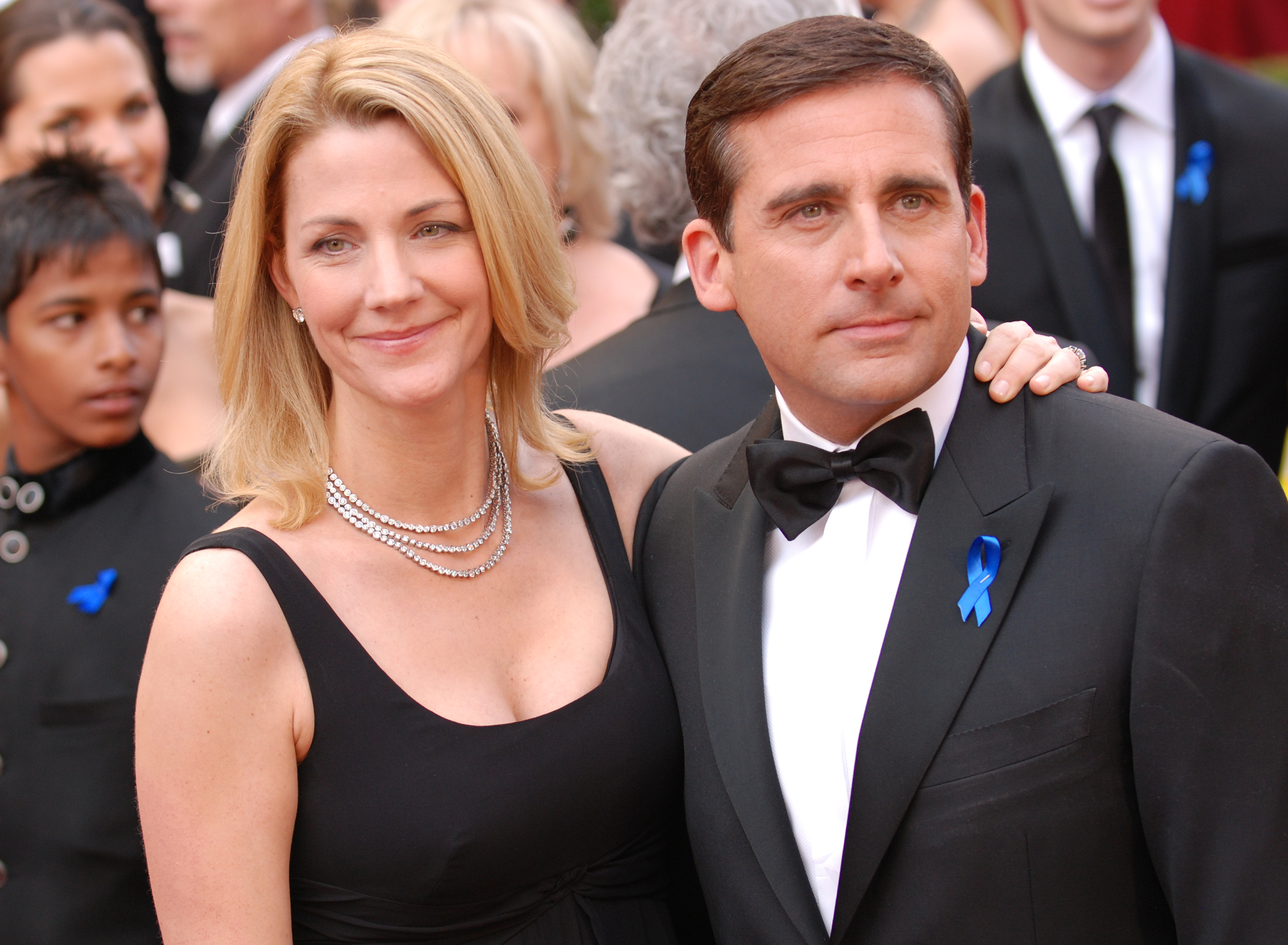
本劇由史提夫·加維（右）與其妻子南西·加維（左）開創，同時擔任執行製作。

2013年5月15日，TNT與TBS宣布節目開發計畫，其中包括由史提夫·加維與南西·加維發想的《翠貝卡女警》（Tribeca），以身處洛杉磯警察局精英RHCU（真實重案組）裡，擁有10年經歷的老鳥女警安琪·翠貝卡為主角，描述一群古怪卻優秀的人們如何調查罪案的故事。11月6日，TBS宣布預訂由加維夫婦撰寫、同時身兼執行製作的半小時喜劇試播集，並由史提夫執導，其所有之旋轉木馬電視公司（Carousel Television）則負責製作，而上個月才從轉木馬電視公司加入TBS，成為TBS喜劇劇本開發副主席的湯姆·辛科（Thom Hinkle）即是本劇的幕後推手。
2014年5月7日，TBS正式宣布給予《爆笑女警》（Angie Tribeca）系列預訂10集集數，而辛科與坎貝爾·史密斯皆將加入執行製作陣容。埃拉·昂格萊德（Ira Ungerleider）也將擔任執行製作並身兼節目統籌。本劇為一部爆笑惡搞罪案調查劇，並擁有電影《脫線總動員》的精神，同時被稱類似經典影集《大榔頭》。
第1季原定安排於2015年下半年首播，於2015年11月，宣布本劇會在2016年1月17日以馬拉松方式連續播出首季10集，同時會在網路上釋出隨選視頻。
2015年11月5日，TBS在開播前便提前宣布續訂第2季。2016年7月6日，TBS宣布續訂第3季。該季將圍繞在從動物權利家變身連環殺手的犯罪事件，場景也將隨之擴及至紐奧良、紐約、邁阿密、外太空以及好萊塢環球影城等。2017年7月27日，TBS宣布續訂第4季10集集數。

### 選角

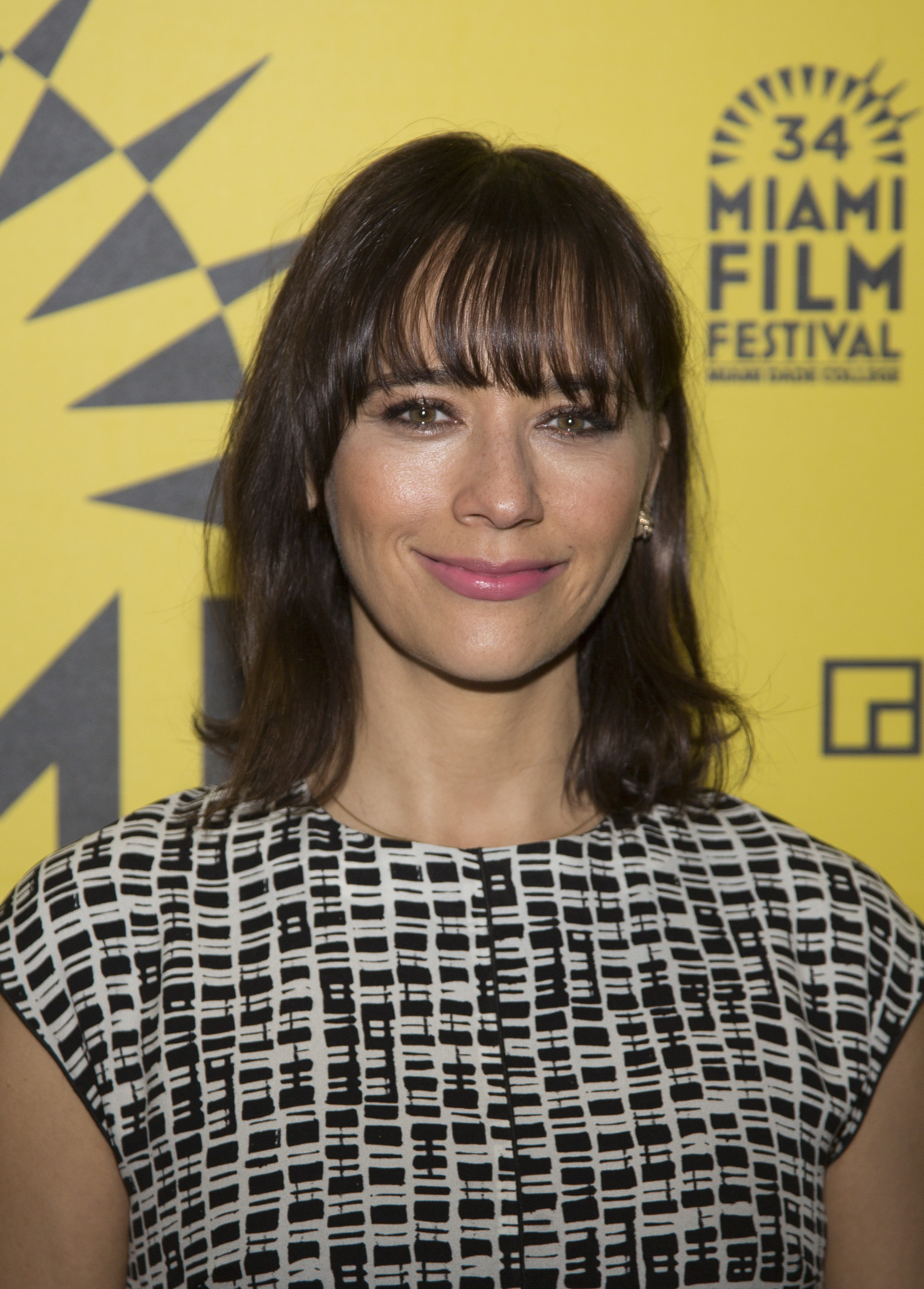
拉西達·瓊絲擔綱女主角安琪·翠貝卡女警，並身兼製作。

2014年1月21日，《公園與遊憩》前主演拉西達·瓊絲簽署合約，確定擔綱主演女主角安琪·翠貝卡。2月7日，宣布已到最終協商的《火線警探》吉爾·巴恩斯與安德莉·佛穆蘭（Andrée Vermeulen）將加入演員陣容，分別飾演翠貝卡不廢話的警局上司切特·阿特金斯中尉，以及戴眼鏡、聰明卻難以預測的法醫莫妮卡·休爾斯。2月25日，宣布瓊絲的父母昆西·瓊斯與佩姬·利普頓均將在試播集中，客串飾演翠貝卡的父母，而客串飾演嚴肅卻偶有花樣的筆跡專家艾德爾懷斯博士的艾爾菲·摩里納有機會成為固定班底，同時，劇組正和麗莎·庫卓洽談客串事宜。5月7日，確定《康納秀》迪昂·柯爾也為主演陣容之一，而試播集客串演員除摩里納與庫卓外，還有《菠蘿快遞》蓋瑞·柯爾、主創兼執行製作的南西·加維、《生活向前衝》海耶斯·麥克阿瑟以及《費雪成長日記》馬修·格雷夫。
2015年1月7日，於試播集中客串飾演翠貝卡搭檔阿傑·蓋爾斯的麥克阿瑟，正式與劇組簽署一年合約，加入本劇主演陣容。在原試播集裡，阿傑會發生一場死亡事故，但此一決定將會讓角色倖存。2月5日，宣布《無恥之徒》艾咪·史瑪特與《我們的辦公室》大衛·柯屈納均將客串第1季。3月3日，宣布比爾·莫瑞將客串飾演一名和藹的雜貨店員工維克·迪金斯，他將會有和翠貝卡機換電話號碼的場景演出。
2016年4月21日，宣布第2季將迎來曾在第1季登場的詹姆斯·法蘭科以及新面孔海瑟·葛拉罕、瑪麗·瑪寇梅可、諾亞·懷勒、瑪亞·魯道夫、艾瑞克·拉·薩爾、丹尼·普迪、碧西·飛利浦、凱文·波拉克、瑞斯·達比、小艾德·貝格雷、喬·強納斯與喬伊·麥肯泰爾等知名演員和某些神秘特別客串演員之客串陣容，多數飾演牽涉犯罪案件的人物，至於摩里納則將回歸繼續擔任常設演員。
2017年2月1日，宣布厄尼·哈德森將在第3季飾演翠貝卡的父親。2月8日，宣布第3季客串陣容包括克里斯·潘恩、娜塔莉·波曼、蜜雪兒·達柯莉、妮希·納許、傑克·麥克布萊爾、羅伯·里戈爾、艾德·赫姆斯以及曾在第2季登場的葛拉罕及瑪寇梅可等。2月16日，宣布《真實之虛》康絲坦絲·季默加入第3季客串陣容，飾演一名強硬又神經質的紐約警署警探。7月27日，宣布《海濱帝國》黃金時段艾美獎得主巴比·卡納佛將加入第4季演員陣容。
2017年10月25日，宣布科蕾西·克萊門斯加入第4季主演陣容，飾演叛逆天才兼科技專家瑪莉亞·查羅。

## 評價
《爆笑女警》獲得評論家廣泛的好評。於Metacritic整合的評論中，本劇獲得78分（滿分100分；13位評論家），屬普遍的好評。於爛番茄整合的評論中，本劇獲得88%新鮮度、7.89/10分（26位評論家），評論家共識：「《爆笑女警》獨特融合了機智敏銳與廣泛的幽默 – 以及由有才華的卡司帶來的樂趣 – 使全劇一致性的迷人又荒誕與惡搞。」

## 收視
| 季數 | 播出時間（ET）                                  | 集數 | 首映          | 首映         | 首映          | 季終          | 季終         | 季終          | 18–49歲 收視 平均 | 平均 收視人数 （百萬） |
| 季數 | 播出時間（ET）                                  | 集數 | 日期          | 18–49歲 收視 | 收視 （百萬） | 日期          | 18–49歲 收視 | 收視 （百萬） | 18–49歲 收視 平均 | 平均 收視人数 （百萬） |
| ---- | ----------------------------------------------- | ---- | ------------- | ------------ | ------------- | ------------- | ------------ | ------------- | ----------------- | ---------------------- |
| 1    | 星期日 21:00 – 25:19 （全季馬拉松首播）         | 10   | 2016年1月17日 | 0.44         | 1.174         | 2016年1月18日 | 0.24         | 0.492         | 0.34              | 0.778                  |
| 2    | 星期一 21:00（Ep 1, 3–10） 星期一 21:30（Ep 2） | 10   | 2016年6月6日  | 0.29         | 0.660         | 2016年8月8日  | 0.22         | 0.481         | 0.25              | 0.569                  |
| 3    | 星期一 21:00                                    | 10   | 2017年4月10日 | 0.31         | 0.645         | 2017年6月12日 | 0.24         | 0.508         | 0.28              | 0.566                  |

## 海外播出
| 季數 | 季數 | 亞洲         | 亞洲          |
| 季數 | 季數 | 電視網       | 首播日期      |
| ---- | ---- | ------------ | ------------- |
|      | 1    | 華納電視頻道 | 2016年1月17日 |
|      | 2    | 華納電視頻道 | 2016年6月7日  |
|      | 3    | 華納電視頻道 | 2017年4月12日 |

## 獎項
| 年度 | 大獎           | 獎項                           | 入圍者                         | 結果 |
| ---- | -------------- | ------------------------------ | ------------------------------ | ---- |
| 2016 | 創意藝術艾美獎 | 最佳喜劇類影集或綜藝節目特效獎 | 最佳喜劇類影集或綜藝節目特效獎 | 提名 |
| 2017 | 創意藝術艾美獎 | 最佳喜劇類影集或綜藝節目特效獎 | 最佳喜劇類影集或綜藝節目特效獎 | 提名 |

## 外部連結
- 官方网站
- 互联网电影数据库（IMDb）上《爆笑女警》的资料（英文）
- 爆笑女警的X（前Twitter）
- 爆笑女警的Facebook專頁